# Katherine Jenkinsová
Katherine Jenkinsová (* 29. června 1980, Neath) je velšská operní pěvkyně – mezzosopranistka a populární představitelka žánru klasického crossoveru, která interpretuje širokou škálu operních árií, popových písní, muzikálových šlágrů a opakovaně vystupuje při veřejném přednesu hymny.
Poté, co v mládí vyhrála pěveckou soutěž, vystudovala londýnskou Královskou hudební akademii (Royal Academy of Music), pracovala v modelingu a dávala hodiny zpěvu. Do širokého povědomí vstoupila v roce 2003, když zpívala ve Westminsterské katedrále na počest stříbrného jubilea papeže Jana Pavla II.
Od roku 2004 vydala několik alb, které zaznamenaly úspěch v britských i zahraničních hitparádách. V letech 2005 a 2006 její desky obdržely cenu Classic BRIT Awards v kategorii Album roku. Koncertovala také pro britské jednotky na misích v Iráku a Afghánistánu, vystupovala na sportovních akcích, v televizních pořadech a při charitativních událostech. Na jaře 2012 účinkovala v televizní taneční soutěži Dancing with the Stars, konané ve Spojených státech, kde skončila ve finále.
25. prosince 2010 se Katherine objevila ve vánočním speciálu "A Christmas Carol" Britského seriálu Doctor Who (Pán času). Po boku Matta Smithe jako Doktora si zahrála dívku Abigail, která má v příběhu poměrně velkou důležitost. Nesmíme opomenout, že v této epizodě si navíc i zazpívala a svým zpěvem uklidnila žraloka.

## Osobní život
Narodila se roku 1980 ve velšském Neathu, kde byly spolu se sestrou Laurou vychovávány rodiči Selwynem Johnem a Susan Jenkinsovými.
Po ukončení místní základní školy v Neathu a všeobecně zaměřené střední školy (Dwr-y-Felin Comprehensive School) pokračovala studiem na Královské hudební akademii v Londýně (Royal Academy of Music), kam v sedmnácti letech obdržela stipendium. Na ní absolvovala italštinu, němčinu, francouzštinu a ruštinu. Závěrečné zkoušky složila s vyznamenáním a obdržela diplom v učitelství zpěvu.
Následně pracovala na volné noze jako učitelka zpěvu, provázela turisty na největším vyhlídkovém kole světa – Londýnském oku, a živila se také jako modelka, když tuto dráhu nastoupila soutěží krásy, v níž se stala Tváří Walesu 2000 (Face of Wales). Poté se pokusila prorazit v hudebním průmyslu jako zpěvačka. Po zaslání demonahrávky do vydavatelství Universal Classics and Jazz byla pozvána na pohovor, kde zazpívala árii „Una voce poco fa“ z Rossiniho Lazebníka sevillského. Universal se s ní rozhodlo podepsat smlouvu na šest alb, nejlukrativnější kontrakt v dějinách britské klasické hudby, v celkové výši 1 milionu liber.

## Hudební kariéra

### Vydaná alba
V období 2004–2008 se šest ze sedmi sólových alb pěvkyně dostalo na vrchol britských hitparád klasické hudby a celková prodejnost činila více než 4 miliony nahrávek. Debutová deska Premiere se po vydání stala nejrychleji prodávaným albem od britské mezzosopranistky a Jenkinsová měla jako první britský crossoverový umělec dvě alba na čele hitparády v jediném roce. Pěvkyně také jako první ženská umělkyně obdržela dvě hudební ceny Classic BRIT Awards v kategorii Album roku za sebou. Nejdříve ocenění získala v pořadí druhá deska Second Nature, která dosáhla na 16. příčku hitparády UK Albums Chart a stala se albem roku BRIT Award 2005.

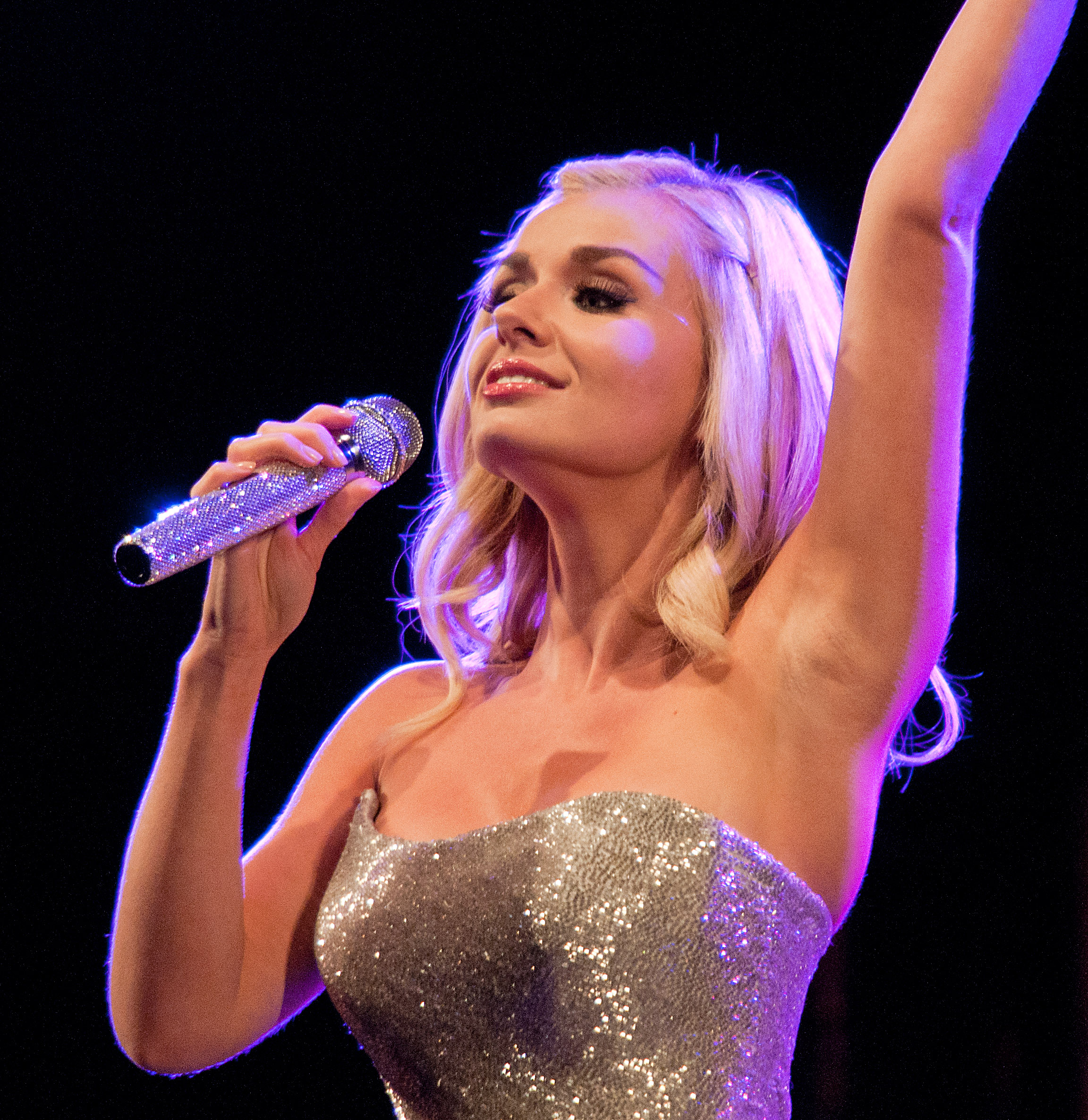
Katherine Jenkinsová, 2011

Italské zpracování písně Dolly Partonové „I Will Always Love You“ (L'Amore Sei Tu) uvedla živě 28. srpna 2008 v západoyorkshirském Nostell Priory. Jednalo se o první skladbu z třetí sólové desky Living a Dream. Po jejím vydání se album drželo v první trojce hitparády klasické hudby. Přímo na čele setrvalo téměř rok a čtvrtou pozici také zaznamenalo v britském žebříčku populární hudby. Living a Dream pak získalo cenu BRIT Award 2006 pro album roku.
Čtvrtá dlouhohrající nahrávka, vydaná 6. listopadu 2006, nesla název Serenade. V hlavních britských žebříčcích se vyhoupla na pátou pozici a prodejnost v prvním týdnu dosáhla 50 000 kopií, rekordní úrovně v žánru vážné hudby. Páté album Rejoice bylo uvedeno do prodeje 19. listopadu 2007. Obsahuje repertoár zkomponovaný přímo pro zpěvačku. Dvě z písní napsal Gary Barlow ze skupiny Take That. V popové hitparádě dosáhlo nejvýše na třetí pozici, kde porazilo nahrávky Spice Girls a Girls Aloud. Jenkinsová k tomu uvedla: „Nikdy jsem si nedovedla představit, když jsem je jako malá holka poslouchala v rádiu, že bych mohla být v prodejnosti lepší, než Spice Girls a Céline Dion“.
Dne 20. října 2008 bylo vydáno šesté studiové album nazvané Sacred Arias, poslední produkované labelem Universal Music. Již 19. října deník The Daily Telegraph napsal, že pěvkyně podepsala největší smlouvu v historii vážné hudby s vydavatelstvím Warner Music, a to v celkové výši 10 milionů dolarů.
V pořadí sedmá deska Believe, první z dílny vydavatelství Warner Music, vyšla 26. října 2009. Album také obohatili hosté, včetně Andrey Bocelliho, Andrého Rieu a Chrise Bottiho. V roce 2011 pak bylo vydáno album Daydream.

### Živá vystoupení

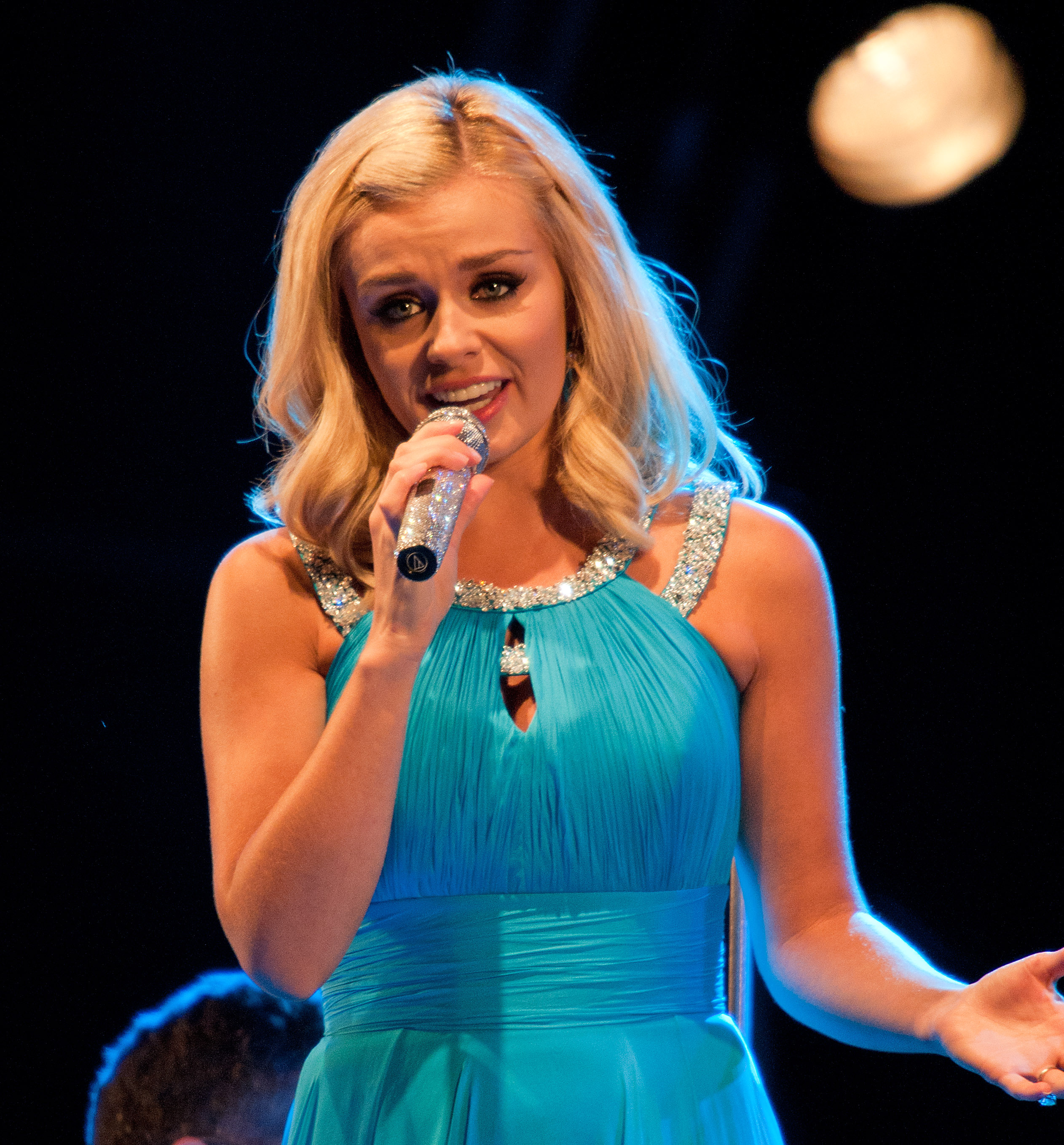
Katherine Jenkinsová, 2011

V říjnu 2003 vystoupila ve Westminsterské katedrále na počest stříbrného jubilea papeže Jana Pavla II. a následně se účastnila turné Aleda Jonese. Při Mistrovství světa v rugby 2003 debutovala v operním domu Sydney Opera House a v srpnu 2004 zaznamenala premiéru na americkém pódiu, když se objevila na koncertu Hayley Westenrové v newyorském Joe's Pubu.
Na rugbyovém utkání přednesla jako první zpěvačka hymnu Home Nations nazvanou „The Power of Four“ a velšskou národní hymnu „Hen Wlad Fy Nhadau“ začala pravidelně zpívat při mezinárodních zápasech velšského rugbyového týmu, jehož se stala oficiálním talismanem.
Dne 22. ledna 2005 účinkovala v Cardiffu na charitativní akci v rámci pomoci obětem po zemětřesení v  Jihovýchodní Asii. V létě téhož roku vystoupila na berlínském pódiu při sérii koncertů Live 8.
Velšskou hymnu také přednesla při finále fotbalového FA Cupu dne 17. května 2008 mezi kluby Cardiff City a Portsmouth FC, jakožto první zpěvák účinkující při této příležitosti. Na počátku roku 2009 se objevila po boku Plácida Dominga na koncertu v Jižní Koreji, třetím společném vystoupení po koncertech v Hongkongu 2008 a Athénách 2007. Dne 24. května 2010 přednesla v buenosaireském fotbalovém stánku River Plate Stadium kanadskou hymnu během přípravného utkání Argentiny a Kanady před Mistrovství světa ve fotbale 2010.

## Soukromý život

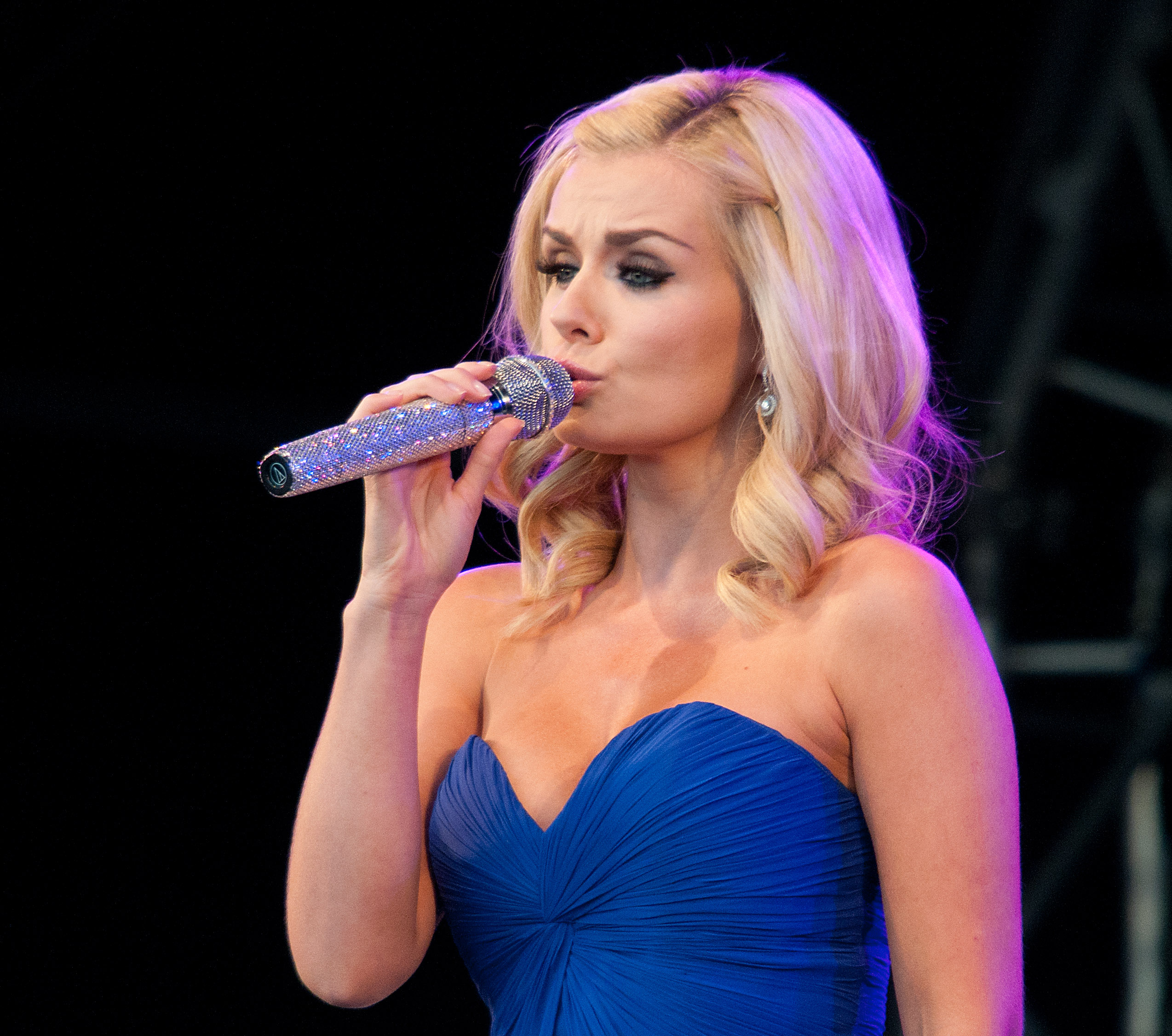
Katherine Jenkinsová, 2011

Ve věku patnácti let, zemřel tehdy sedmdesátiletý otec Selwyn Jenkins na plicní karcinom. V devatenácti letech, během studií na Královské hudební akademii, byla neznámým útočníkem fyzicky napadena a okradena. Násilník se pokusil o znásilnění, kterému se ubránila.
Na Vánoce 2005 a 2006 navštívila britské vojáky v Iráku. Při první návštěvě cestovala helikoptérou do Shaibahu, kde se nacházela největší britská základna v jižním Iráku. Během letu se vrtulník stal terčem útoku střel. Díky účinné protiraketové obraně stroj bezpečně přistál.
V listopadu 2008 se v rozhovoru pro deník Daily Mail přiznala, že jako studentka měla zkušenost s lehkými drogami (extáze, cannabis). Poté, co podepsala profesionální smlouvu v roce 2003, s jejich užíváním skončila. V interview přímo uvedla, že „braní drog je největším zklamáním mého života“.
Životopis nazvaný Time to Say Hello vyšel 28. ledna 2008. Na pokračování byl také přetištěn v nedělním The Mail on Sunday.
Na počátku roku 2007 se poprvé objevila v žebříčku nejbohatších mladých Britů, sestavovaném Sunday Times, v němž jí patřilo 62. místo s odhadovaným majetkem 9 milionů liber. V roce 2010, již sdílela s Leonou Lewisovou a Charlotte Churchovou 11. příčku s měním cca 11 milionů liber.
V červenci 2010 zakoupila dům společně s televizním moderátorem Gethinem Jonesem. V únoru 2011 se zasnoubili, ovšem 30. prosince téhož roku bylo oznámeno, že se dvojice rozešla. Hlásí se k vegetariánství.

## Diskografie

### Singly

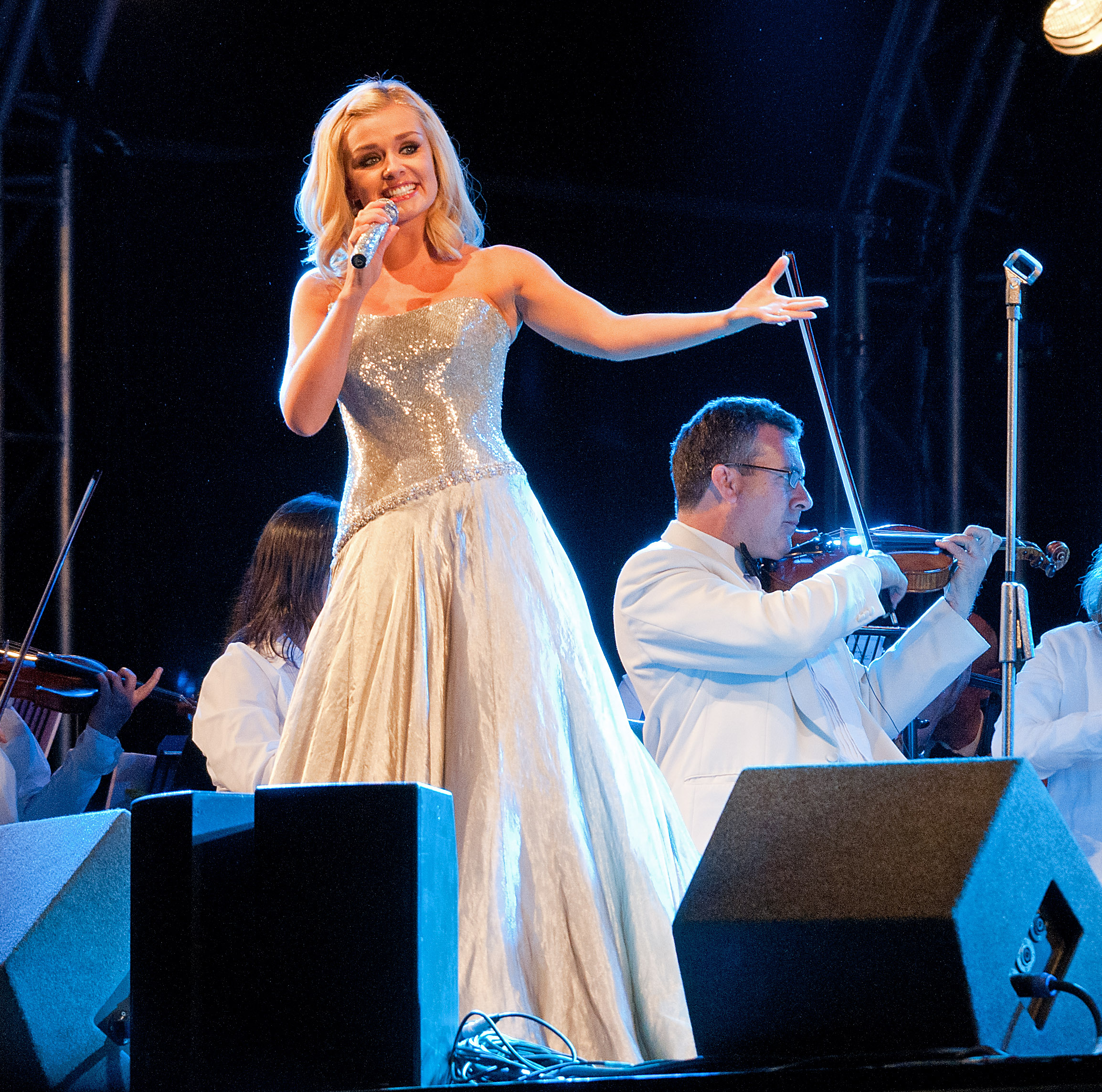
Katherine Jenkinsová, 2011

| Rok  | Singl                             | Nejvyšší umístění | Nejvyšší umístění | Album          |
| Rok  | Singl                             | Velká Británie    | Německo           | Album          |
| ---- | --------------------------------- | ----------------- | ----------------- | -------------- |
| 2005 | „Time to Say Goodbye“             | 76.               | —                 | Second Nature  |
| 2006 | „Do Not Stand at My Grave & Weep“ | —                 | —                 | Living a Dream |
| 2006 | „Green, Green Grass of Home“      | 62.               | —                 | Serenade       |
| 2007 | „I (Who Have Nothing)“            | —                 | —                 | Rejoice        |
| 2008 | „Hallelujah“                      | 112.              | —                 | Sacred Arias   |
| 2009 | „I Believe“ (s Bocellim)          | —                 | —                 | Believe        |
| 2009 | „Bring Me to Life“                | 74.               | 46.               | Believe        |
| 2009 | „Angel“                           | —                 | —                 | Believe        |
| 2010 | „Love Never Dies“                 | —                 | —                 | Believe        |
| 2010 | „Fear of Falling“                 | —                 | —                 | Believe        |

### Alba

#### Studiová alba
- 2004: Premiere
- 2004: Second Nature
- 2005: Living a Dream
- 2006: Serenade
- 2007: Rejoice
- 2008: Sacred Arias
- 2009: Believe
- 2011: Daydream

#### Další alba
- 2005: La Diva (severoamerická verze Second Nature)
- 2007: From the Heart (vydáno v ČLR, kompilace předešlých alb)
- 2009: Serenade – Deluxe Edition
- 2009: The Ultimate Collection (kompilace)
- 2011: Sweetest Love (kompilace)
- 2011: One Fine Day (kompilace)